# Amphipterygium
Amphipterygium is een geslacht uit de pruikenboomfamilie (Anacardiaceae). De soorten komen voor van in Mexico tot in Centraal-Amerika.

## Soorten
- Amphipterygium adstringens (Schltdl.) Schiede ex Standl.
- Amphipterygium amplifolium (Hemsl. & Rose) Hemsl. & Rose ex Standl.
- Amphipterygium glaucum (Hemsl. & Rose) Hemsl. & Rose ex Standl.
- Amphipterygium molle (Hemsl.) Hemsl. & Rose ex Standl.
- Amphipterygium simplicifolium (Standl.) Cuevas-Figueroa

... · 
Anacardium · 
Bouea · 
Buchanania · 
Cotinus · 
Mangifera · 
Pistacia (Pistache) · 
Protorhus · 
Rhus · 
Schinus · 
Sclerocarya · 
Sorindeia · 
Spondias · 
Toxicodendron · 
...